# Nootkadrilus compressus
Nootkadrilus compressus är en ringmaskart som beskrevs av Baker 1982. Nootkadrilus compressus ingår i släktet Nootkadrilus och familjen glattmaskar. Inga underarter finns listade i Catalogue of Life.